# Ichneumon pendula
Ichneumon pendula är en stekelart som beskrevs av Christ 1791. Ichneumon pendula ingår i släktet Ichneumon och familjen brokparasitsteklar. Inga underarter finns listade i Catalogue of Life.